# فئران ورجال
فئران ورجال هي رواية قصيرة نُشرت في عام 1937. تحكي قصة جورج ميلتون وليني سمول، وهما مزارعان مهاجران ومشرّدان، يتنقّلان من مكان إلى آخر في كاليفورنيا بحثًا عن فرص عمل جديدة خلال فترة الكساد الكبير في الولايات المتحدة.
اعتمد ستاينبيك في كتابة الرواية القصيرة على تجاربه الخاصة في سن المراهقة عندما عمل إلى جانب عمال المزارع المهاجرين في العقد الثاني من القرن العشرين (قبل وصول سكان أوكلاهوما الذي وصفه لاحقًا في عناقيد الغضب). العنوان مأخوذ من قصيدة روبرت برنز «إلى فأرة» التي تقول ما يلي: «أفضل الخطط التي تضعها الفئران والرجال / غالبًا ما تخفق».
على الرغم من أن هذا الكتاب قد دُرّس في العديد من المدارس، كانت فئران ورجال هدفًا متكررًا للرقابة على الابتذال، وما يعتبره البعض لغة مسيئة وعنصرية؛ وبالتالي، تظهر في قائمة جمعية المكتبات الأمريكية أكثر الكتب إثارة للجدل في القرن الحادي والعشرين.

## ملخص القصة
يكون المزارعان المهاجران اللذان يعملان في كاليفورنيا في مزرعتهما خلال فترة الكساد الكبير -جورج ميلتون، وهو رجل ذكي ولكنه غير متعلم، وليني سمول، وهو رجل ضخم وقوي ولكنه متخلف عقليًا- في سوليداد في طريقهما إلى جزء آخر من كاليفورنيا. يأملان في أن يحقّقا حلمهما يومًا ما بالاستقرار على قطعة أرض تخصّهما. يكتفي ليني من الحلم بمجرد تربية الأرانب ورعايتها في المزرعة، فهو يحب لمس الحيوانات الناعمة، على الرغم من أنه يقتلها دائمًا دون قصد. هذا الحلم هو إحدى قصص ليني المفضلة، التي يعيد جورج سردها باستمرار. هربا من ويد بعد أن لمس ليني ثوب امرأة شابة ولم يفلته، ما أدى إلى اتهامه بالاغتصاب. سرعان ما يتّضح أن الاثنين مقرّبان وأن جورج حامٍ لصديقه ليني، على الرغم من طرائفه.
بعد تعيينهما للعمل في مزرعة، يصطدم الثنائي مع كورلي؛ ابن المشرف على المزرعة العدواني الصغير الذي يعاني عقدة نابليون ويكره الرجال الأضخم منه، فيبدأ باستهداف ليني. تشكّل زوجة كيرلي اللعوب والمثيرة، والتي ينجذب إليها ليني على الفور، مشكلة أيضًا. على النقيض من ذلك، يلتقي الثنائي أيضًا بكاندي، وهو عامل كبير في السن بيدٍ واحدة ويملك كلبًا مخلصًا، وقائد قطيع البغال «سليم» الذكي واللطيف، الذي ولدت كلبته في الآونة الأخيرة جراء من بطن واحد. يعطي سليم جروًا لليني وكاندي، الذي قُتل كلبه المخلص على يد عامل في المزرعة اسمه كارلسون.
رغم المشاكل، يقترب حلمهما من الواقع عندما يعرض كاندي المساهمة بـ 350 دولارًا مع جورج وليني لكي يتمكنوا من شراء مزرعة في نهاية الشهر، مقابل السماح له بالعيش معهما. يشعر الثلاثي بفرحة عارمة، لكن فرحتهم يُقضى عليها عندما يهاجم كورلي ليني، الذي يدافع عن نفسه بسحق قبضة كورلي بسهولة بتشجيع من جورج.
ومع ذلك، يشعر جورج بمزيد من الاسترخاء، لدرجة أنه يترك ليني في المزرعة ويذهب إلى المدينة مع عمال المزرعة الآخرين. يتجول ليني في الإسطبل، ويتحدث مع كروكس، عامل الإسطبل حاد الطبع ولكن المتعلم المعزول عن العمال الآخرين بسبب كونه أسود. يعثر كاندي عليهم ويناقشون خططهم المتعلقة بالمزرعة مع كروكس، الذي لا يستطيع مقاومة سؤالهم عما إذا كان بإمكانه تقليب رقعة من الحديقة في المزرعة. تظهر زوجة كورلي مرة أخرى وتغازل الرجال، ولا سيما ليني. ومع ذلك، يظهر جانبها الحاقد عندما تقلل من شأنهم وتهدد بإعدام كروكس دون محاكمة.
في اليوم التالي، يقتل ليني جروه دون قصد بينما كان يمّسده. تدخل زوجة كورلي الحظيرة وتحاول التحدث إلى ليني، وتعترف بأنها وحيدة وأن أحلامها بأن تصبح نجمة سينمائية قد تحطمت، وتكشف عن شخصيتها. بعد أن عرفت بشأن عادة ليني، تسمح له بتمسيد شعرها، لكنها تشعر بالفزع وتبدأ بالصراخ عندما تشعر بقوته. يشعر ليني بالخوف، ويكسر دون قصد عنقها ويهرب. عندما يعثر عمال المزرعة الآخرون على الجثة، يدرك جورج أن حلمهم قد انتهى. يسرع جورج في العثور على ليني، آملًا في أن يكون في مكان اللقاء الذي حدداه في حال وقع في ورطة.
يلتقي جورج مع ليني في المكان المحدد، الذي كان مكان التخييم الخاص بهما قبل مجيئهما إلى المزرعة. يجلس الاثنان معًا ويعيد جورج سرد قصة الحلم المحببة، وهو يعلم في قرارة نفسه أنه شيء لن يتشاركاه أبدًا. بعد ذلك، يطلق جورج رصاصة الرحمة على ليني، لأنه يرى موته في مصلحة ليني. يصل كورلي وسليم وكارلسون بعد ثوانٍ. يدرك سليم فقط ما حدث، ويقود جورج بعيدًا وهو يواسيه. أما كورلي وكارلسون فيراقبان غير قادرين على استيعاب الحالة المزاجية الهادئة للرجلين.

## الشخصيات
- جورج ميلتون: رجل سريع البديهة وهو وصي ليني وصديقه المفضل. تساعده صداقته مع ليني في الحفاظ على حلمه المستقبلي. يصفه ستينبايك في الرواية بأنه «صغير وسريع»، وكل جزء منه «محدد»، بذراعين نحيفتين مع يدين صغيرتين قويتين. له وجه مظلم و«عينان مرتابتان» و«ملامح حادة قوية» متضمنة «أنفه العظمي الرفيع».
- ليني سمول: رجل معاق عقليًا، ولكنه عملاق وقوي جسديًا، وهو رفيق جورج الدائم الذي يسافر معه.[2] يحلم ليني بالعيش في أرضه الخاصة وبتربية الأرانب فيها. إن حبه للأشياء اللينة ينقلب ضده، غالبًا لأنه لا يعرف مدى قوته، وفي النهاية يصبح سبب هلاكه. يعرِّف ستاينبك مظهره بأنه «معاكس» لجورج، إذ يصفه بأنه «رجل ضخم، بلا شكل وجه محدد، بعينين كبيرتين شاحبتين» و«كتفين عريضتين مائلتين». يمشي ليني متثاقلًا، وهو يجر قدميه قليلًا، «كما يجر الدب مخالبه»، وذراعاه لا تتأرجحان على جانبيه، إلا أنهما معلقتان بطلاقة.
- كاندي: مزارع عجوز بارع في عمله، فقد يده في حادث وبعد ذلك ينتابه القلق بشأن مستقبله في المزرعة. خوفًا من أن سنّه سيجعله عديم النفع، يغتنم كاندي وصف جورج للمزرعة التي سيحصل عليها هو وليني، لذلك يقدم مدخرات حياته مقابل الانضمام إليهما في ملكية الأرض.
- سليم: قائد قطيع البغال و«أمير المزرعة». يحظى سليم باحترام كبير من قبل العديد من الأشخاص، وهو الشخص الوحيد الذي يتعامل معه كيرلي باحترام. إن بصيرته وحدسه وكرمه ومكانته تجذب بشكل تلقائي بقية المزارعين له. يُعد سليم الشخص الوحيد الذي يفهم تمامًا الصلة بين جورج وليني.
- كيرلي: ابن المشرف، شاب بشخصية مشاكسة، وملاكم شبه محترف سابقًا. يصفه الآخرون، بشيء من السخرية، بأنه «بارع في استخدام قبضته»، ويرجع ذلك جزئيًا إلى أنه يحب ارتداء قفاز مملوء بالفازلين في يده اليسرى. إنه غيور جدًا ومحافظ على زوجته لذلك سرعان ما ما يُظهر كراهيةً تجاه ليني. في مرحلة ما، يفقد كيرلي أعصابه بعد أن يرى ليني وكأنه يسخر منه، وينتهي به الأمر بيدٍ متضررة بشكل فظيع نتيجة لقتاله مع ليني.
- زوجة كيرلي: امرأة شابة جميلة، لا يثق بها زوجها. تشير إليها الشخصيات الأخرى باسم «زوجة كيرلي» فقط. يفسر ستاينبيك ذلك بأنها «ليست شخصًا، إنها رمز. ليست لها أي أهمية سوى كونها إحباطًا وخطرًا على ليني».[2] يساعد اهتمام «زوجة كيرلي» بجمالها الخاص في تعجيل موتها أخيرًا: تسمح لليني بمداعبة شعرها باعتبارها ملذّة عديمة الأذى، وينتهي ذلك حين تغضب ليني إذ تصرخ عليه ليتوقف عن «العبث بشعرها». يحاول ليني إيقافها عن الصراخ ولكن في نهاية الأمر، ودون قصد، يقتلها بكسر رقبتها.
- كروكس: يكتسب كروكس، عامل الإسطبل الأسود، هذا الاسم من ظهره المنحني. فخورًا ومتشائمًا وساخرًا، كان معزولًا عن بقية الرجال بسبب لون بشرته. على الرغم من ذلك، يصبح كروكس مولعًا بليني، ومع أنه يزعم رؤيته عددًا لا يُحصى من الرجال الذين يتبعون أحلامًا فارغة بشراء أرضهم الخاصة، يسأل ليني إن كان بإمكانه الذهاب معهم وحراثة حديقة المزرعة.
- كلب كاندي: كلب أعمى، يُوصف بـ«العجوز»، و«النتن»، و«العاجز»، ويُقتل على يد كارلسون.
- كارلسون: عامل في المزرعة «ضخم الهيئة»، يقتل كلب كاندي بقليل من الشفقة.
- المشرف: والد كيرلي، والمشرف على المزرعة. وحسب قول كاندي فأن ملكية المزرعة تعود ل«شركة الأرض الكبيرة».
- وييت: مزارع شاب

## المواضيع المطروحة
«في كل جزء من أي كتابة صادقة في العالم، هناك موضوع أساسي. حاولوا أن تفهموا البشر، فإذا فهم بعضكم بعضًا، ستكونون لطفاء مع بعضكم. اعلم أن معرفتك الشخص جيدًا لن تؤدي أبدًا إلى الكراهية وستقودك دائمًا إلى الحب. هناك طرقٌ أقصر دائمًا، كتابة تشجع على التغيير الاجتماعي، كتابة لمعاقبة الظلم، كتابة للاحتفال بالبطولات، ولكن هناك موضوع أساسي دائمًا. لذا حاولوا أن تفهموا بعضكم.»

— جون ستاينبك في دفتر يومياته عام 1938.
يركز ستاينبيك على الأحلام في كامل الكتاب. يطمح جورج إلى الاستقلال، وأن يكون رئيس نفسه، وأن يصبح في منصب ما، والأهم من ذلك أن يصبح «شخصًا ما». يطمح ليني إلى أن يكون مع جورج في منزله المستقل، وأن يروي ولعه بالأشياء اللينة. يطمح كاندي إلى إعادة تأكيد مسؤوليته المفقودة مع وفاة كلبه، وأن يؤمن على نفسه في سنّه المتقدمة، في منزل جورج. يطمح كروكس إلى الحصول على منزل صغير حيث يمكنه الشعور بالاحترام الذاتي، والأمان، والقبول في المقام الأول. أما زوجة كيرلي، فهي تحلم بأن تكون ممثلة، وبإرضاء رغبتها في الحصول على الشهرة التي فقدتها حين تزوجت كيرلي، وبنهاية لوحدتها.
تُعد الوحدة عاملًا هامًا في حياة العديد من الشخصيات. بات كاندي وحيدًا بعد رحيل كلبه. أما زوجة كيرلي، فقد كانت وحيدة لأن زوجها ليس الصديق الذي كانت تأمل به، فهي تتعامل مع وحدتها من خلال مغازلة الرجال في المزرعة، ما يؤدي إلى زيادة حقد كيرلي وغيته. كانت صحبة جورج وليني نتيجة الوحدة. يوضح كروكس الفكرة بصراحة بقوله «يُجن جنون الرجل إذا لم يملك أحدًا. لا يهم من هذا الرجل ما دام أنه معك». يعزز المؤلف فكرته من خلال أساليب خفية بوضع أحداث القصة قرب بلدة سوليداد، التي تعني «العزلة» باللغة الإسبانية.
على الرغم من الحاجة إلى الرفقة، يؤكد ستاينبيك كيف أن التصرف اللاإنساني بين الناس يسبب إنشاء حواجز تجعل هذه الوحدة مستديمة. كانت عُزلة زوجة كيرلي مدعومة بغيرته، ما جعل جميع المزارعين يتجنبونها في المزرعة. أما حواجز كروكس، فقد نشأت بعد منعه من دخول المستودع ونقله إلى الإسطبل؛ لكن وجعه ينكسر جزئيًا من خلال تجاهل ليني.

## روابط خارجية
- فئران ورجال على موقع الموسوعة البريطانية (الإنجليزية)